# 히가시세후리촌
미쓰세촌(일본어: 三瀬村)은 사가현 간자키군의 옛 촌이다.